# Адамець Данило Іванович
Данило Іванович Адамець (нар. 1906, село Босівка Київської губернії, тепер Лисянський район Черкаської області — 11 травня 1956, місто Сталіно, тепер Донецьк) — радянський державний і партійний діяч, зоотехнік. Депутат Верховної Ради УРСР 3-4-го скликань. Кандидат у члени ЦК КПУ в 1954 — травні 1956 р.

## Біографія
Народився в 1906 році в селі Босівка, тепер Лисянського району Черкаської області в родині селянина. У 1923 році був обраний секретарем Босівської сільради. Того ж року закінчив Совещанську агропрофшколу.
З 1925 до 1928 року навчався в Херсонському сільськогосподарському інституті.
1928—1929 роки — районний зоотехнік Павлівського, Амвросіївського районного земського відділу Сталінського округу, у 1929—1932 роках — викладач Амвросіївського сільськогосподарського технікуму, а з 1932 до 1940 року — районний зоотехнік, старший зоотехнік колгоспної ферми й райколгоспсоюзу, старший зоотехнік міського земельного відділу міста Макіївка, Харцизького районного земельного відділу Сталінської області.
1940 року обраний депутатом Харцизької райради, де працював заступником голови райвиконкому. У 1941 році евакуював у м. Красний Луч Луганської області.
Протягом 1942—1943 років перебував у лавах Радянської Армії: начальник адміністративно-господарчого відділу штабу; зоотехнік кінного депо № 5 (Північно-Кавказький фронт). З 1943 до 1944 року був курсантом навчального батальйону, 180-го стрілецького запасного полку (Окрема Приморська Армія). 1944 року стає курсантом військово-політичних курсів (Окрема Приморська Армія). 1944—1945 роки — парторг батальйону 1277-го стрілецького полку, 387-ї стрілецької дивізії (Другий Український фронт). 1945—1946 роки — парторг 1026-го окремого зенітно-артилерійського дивізіону 37-ї Армії (Південна група військ).
У травні 1946 року демобілізувався і повернувся в м. Харцизьк, де його обирали головою райвиконкому. Під його керівництвом район швидко відновив своє господарство. З грудня 1949 до березня 1954 року — перший секретар Харцизького райкому КП(б)У.
Протягом березня 1954–травня 1956 року був головою виконкому Сталінської облради. Депутат Верховної Ради УРСР, кандидат у члени ЦК КПУ. Депутат ІІ–V скликань Сталінської облради.

## Родина
Дружина — Парасковія Тихонівна. Син — Адамець В'ячеслав Данилович.

## Нагороди
Нагороджений медалями «За бойові заслуги», «За оборону Кавказу», «За перемогу над Німеччиною у Великій Вітчизняній війні 1941—1945 рр.», «За оборону Києва», «За відбудову чорної металургії Півдня».